# محمد بن خالد برقی
محمد بن خالد برقی، از رجال حدیثی شیعه است که جایگاه ویژه‌ای در علم حدیث دارد. او را منابع شیعه، از موثق ترین رجال حدیثی عنوان داده‌اند.

## نام و سرگذشت
ابوعبدالله محمدبن خالدبن عبدالرحمان بَرْقی ، که به اختصار محمد بن خالد برقی نام دارد، از رجال حدیثی شیعه است. محمدبن خالد در برق رود زاده شد و شهرت او به برقی از همین روست. از وی به عنوان اصحاب علی بن موسی الرضا و محمد تقی یاد شده‌است.

## شاگردان و اساتید
وی از افرادی چون ابن ابی عمیر، یونس بن عبدالرحمان ، فضالة بن ایّوب ، سعدبن سعد اشعری ، محمدبن سنان و حمّادبن عیسی روایت کرده‌است و کسانی چون ابراهیم بن هاشم قمی ، احمدبن محمدبن عیسی ، احمدبن محمد برقی و حسین بن سعید اهوازی از وی اخذ حدیث کرده اند.